# Hyloscirtus lindae
Hyloscirtus lindae és una espècie de granota que viu a Colòmbia i l'Equador.
Està amenaçada d'extinció per la pèrdua del seu hàbitat natural.